# Юхимово
Юхимово (укр. Юхимове) — село в Дмитровской сельской общине Кропивницкого района Кировоградской области Украины.
До 2020 года входило в Знаменский район
Население по переписи 2001 года составляло 213 человека. Почтовый индекс — 27421. Телефонный код — 5233. Занимает площадь 1,522 км². Код КОАТУУ — 3522281905.